# International Boxing Organization
International Boxing Organization (IBO) är en proffsboxningsorganisation. Den bildades 1988.

### Fotnoter
1. ↑  http://www.iboboxing.com/